# Campeonato Estoniano de Patinação Artística no Gelo
O Campeonato Estoniano de Patinação Artística no Gelo (em estoniano:  Eesti Meistrivõistlused é uma competição nacional anual de patinação artística no gelo da Estônia. Os patinadores competem em quatro eventos, individual masculino, individual feminino, duplas e dança no gelo. 
A competição determina os campeões nacionais e os representantes da Estônia em competições internacionais como Campeonato Mundial, Campeonato Mundial Júnior, Campeonato Europeu e os Jogos Olímpicos de Inverno.

## Edições
| Ano        | Edição               | Cidade sede          | Sênior               | Sênior               | Sênior               | Sênior               | Ref         |
| Ano        | Edição               | Cidade sede          | M                    | F                    | P                    | D                    | Ref         |
| ---------- | -------------------- | -------------------- | -------------------- | -------------------- | -------------------- | -------------------- | ----------- |
| 1917       | 1.ª                  | Tallinn              | •                    | •                    | •                    | –                    | [ 1 ] [ 2 ] |
| 1918       | 2.ª                  | Tallinn              | •                    | –                    | –                    | –                    | [ 1 ] [ 2 ] |
| 1919       | Não houve competição | Não houve competição | Não houve competição | Não houve competição | Não houve competição | Não houve competição | [ 1 ] [ 2 ] |
| 1920       | 3.ª                  | Tallinn              | •                    | •                    | •                    | –                    | [ 1 ] [ 2 ] |
| 1921       | 4.ª                  | Tartu                | •                    | •                    | •                    | –                    | [ 1 ] [ 2 ] |
| 1922       | 5.ª                  | Tallinn              | •                    | •                    | •                    | –                    | [ 1 ] [ 2 ] |
| 1923       | 6.ª                  | Tallinn              | •                    | •                    | •                    | –                    | [ 1 ] [ 2 ] |
| 1924       | 7.ª                  | Tallinn              | •                    | •                    | •                    | –                    | [ 1 ] [ 2 ] |
| 1925       | Não houve competição | Não houve competição | Não houve competição | Não houve competição | Não houve competição | Não houve competição | [ 1 ] [ 2 ] |
| 1926       | 8.ª                  | Tartu                | •                    | •                    | •                    | –                    | [ 1 ] [ 2 ] |
| 1927       | 9.ª                  | Tallinn              | •                    | •                    | •                    | –                    | [ 1 ] [ 2 ] |
| 1928       | 10.ª                 | Tallinn              | •                    | •                    | •                    | –                    | [ 1 ] [ 2 ] |
| 1929       | 11.ª                 | Tallinn              | •                    | •                    | •                    | –                    | [ 1 ] [ 2 ] |
| 1930       | 12.ª                 | Tartu                | •                    | •                    | •                    | –                    | [ 1 ] [ 2 ] |
| 1931       | 13.ª                 | Tallinn              | •                    | •                    | •                    | –                    | [ 1 ] [ 2 ] |
| 1932       | 14.ª                 | Tallinn              | •                    | •                    | •                    | –                    | [ 1 ] [ 2 ] |
| 1933       | 15.ª                 | Tallinn              | •                    | •                    | •                    | –                    | [ 1 ] [ 2 ] |
| 1934       | 16.ª                 | Tallinn              | •                    | •                    | •                    | –                    | [ 1 ] [ 2 ] |
| 1935       | 17.ª                 | Tallinn              | •                    | •                    | •                    | –                    | [ 1 ] [ 2 ] |
| 1936       | 18.ª                 | Tallinn              | •                    | •                    | •                    | –                    | [ 1 ] [ 2 ] |
| 1937       | 19.ª                 | Tartu                | •                    | •                    | •                    | –                    | [ 1 ] [ 2 ] |
| 1938       | 20.ª                 | Tallinn              | •                    | •                    | •                    | –                    | [ 1 ] [ 2 ] |
| 1939       | Não houve competição | Não houve competição | Não houve competição | Não houve competição | Não houve competição | Não houve competição | [ 1 ] [ 2 ] |
| 1940       | 21.ª                 | Tallinn              | •                    | •                    | •                    | –                    | [ 1 ] [ 2 ] |
| 1941– 1946 | Não houve competição | Não houve competição | Não houve competição | Não houve competição | Não houve competição | Não houve competição | [ 1 ] [ 2 ] |
| 1947       | 22.ª                 | Tallinn              | •                    | •                    | •                    | –                    | [ 1 ] [ 2 ] |
| 1948       | 23.ª                 | Tallinn              | •                    | •                    | •                    | •                    | [ 1 ] [ 2 ] |
| 1949       | 24.ª                 | Tallinn              | •                    | •                    | •                    | –                    | [ 1 ] [ 2 ] |
| 1950       | 25.ª                 | Tallinn              | •                    | •                    | •                    | •                    | [ 1 ] [ 2 ] |
| 1951       | 26.ª                 | Tallinn              | •                    | •                    | •                    | •                    | [ 1 ] [ 2 ] |
| 1952       | 27.ª                 | Tallinn              | •                    | •                    | •                    | •                    | [ 1 ] [ 2 ] |
| 1953       | 28.ª                 | Tallinn              | •                    | •                    | •                    | •                    | [ 1 ] [ 2 ] |
| 1954       | Não houve competição | Não houve competição | Não houve competição | Não houve competição | Não houve competição | Não houve competição | [ 1 ] [ 2 ] |
| 1955       | 29.ª                 | Tallinn              | •                    | •                    | •                    | •                    | [ 1 ] [ 2 ] |
| 1956       | 30.ª                 | Tallinn              | •                    | •                    | •                    | •                    | [ 1 ] [ 2 ] |
| 1957       | 31.ª                 | Tallinn              | •                    | •                    | •                    | •                    | [ 1 ] [ 2 ] |
| 1958       | 32.ª                 | Tallinn              | •                    | •                    | –                    | –                    | [ 1 ] [ 2 ] |
| 1959       | 33.ª                 | Tallinn              | •                    | •                    | •                    | •                    | [ 1 ] [ 2 ] |
| 1960       | 34.ª                 | Tallinn              | •                    | •                    | •                    | –                    | [ 1 ] [ 2 ] |
| 1961       | 35.ª                 | Riga                 | •                    | •                    | •                    | •                    | [ 1 ] [ 2 ] |
| 1962       | 36.ª                 | Tallinn              | •                    | •                    | •                    | –                    | [ 1 ] [ 2 ] |
| 1963       | 37.ª                 | Tallinn              | •                    | •                    | •                    | •                    | [ 1 ] [ 2 ] |
| 1964       | 38.ª                 | Tallinn              | •                    | •                    | •                    | •                    | [ 1 ] [ 2 ] |
| 1965       | 39.ª                 | Tallinn              | •                    | •                    | •                    | •                    | [ 1 ] [ 2 ] |
| 1966       | 40.ª                 | Tallinn              | •                    | •                    | •                    | •                    | [ 1 ] [ 2 ] |
| 1967       | 41.ª                 | Tallinn              | •                    | •                    | •                    | •                    | [ 1 ] [ 2 ] |
| 1968       | 42.ª                 | Tallinn              | •                    | •                    | •                    | •                    | [ 1 ] [ 2 ] |
| 1969       | 43.ª                 | Tallinn              | •                    | •                    | •                    | •                    | [ 1 ] [ 2 ] |
| 1970       | 44.ª                 | Tallinn              | •                    | •                    | •                    | •                    | [ 1 ] [ 2 ] |
| 1971       | 45.ª                 | Tallinn              | •                    | •                    | •                    | •                    | [ 1 ] [ 2 ] |
| 1972       | 46.ª                 | Tallinn              | •                    | •                    | –                    | •                    | [ 1 ] [ 2 ] |
| 1973       | 47.ª                 | Tallinn              | •                    | •                    | •                    | •                    | [ 1 ] [ 2 ] |
| 1974       | 48.ª                 | Tallinn              | •                    | •                    | –                    | •                    | [ 1 ] [ 2 ] |
| 1975       | 49.ª                 | Tallinn              | •                    | •                    | –                    | •                    | [ 1 ] [ 2 ] |
| 1976       | 50.ª                 | Tallinn              | •                    | •                    | –                    | •                    | [ 1 ] [ 2 ] |
| 1977       | 51.ª                 | Tallinn              | •                    | •                    | –                    | •                    | [ 1 ] [ 2 ] |
| 1978       | 52.ª                 | Tallinn              | •                    | •                    | –                    | •                    | [ 1 ] [ 2 ] |
| 1979       | 53.ª                 | Tallinn              | •                    | •                    | –                    | •                    | [ 1 ] [ 2 ] |
| 1980       | 54.ª                 | Tallinn              | •                    | •                    | •                    | •                    | [ 1 ] [ 2 ] |
| 1981       | 55.ª                 | Tallinn              | •                    | •                    | •                    | •                    | [ 1 ] [ 2 ] |
| 1982       | 56.ª                 | Tallinn              | •                    | •                    | –                    | •                    | [ 1 ] [ 2 ] |
| 1983       | 57.ª                 | Tallinn              | •                    | •                    | •                    | •                    | [ 1 ] [ 2 ] |
| 1984       | 58.ª                 | Tallinn              | •                    | •                    | –                    | •                    | [ 1 ] [ 2 ] |
| 1985       | 59.ª                 | Tallinn              | •                    | •                    | –                    | •                    | [ 1 ] [ 2 ] |
| 1986       | 60.ª                 | Tallinn              | •                    | •                    | –                    | •                    | [ 1 ] [ 2 ] |
| 1987       | 61.ª                 | Tallinn              | •                    | •                    | –                    | •                    | [ 1 ] [ 2 ] |
| 1988       | 62.ª                 | Tallinn              | •                    | •                    | –                    | •                    | [ 1 ] [ 2 ] |
| 1989       | 63.ª                 | Tallinn              | •                    | •                    | –                    | •                    | [ 1 ] [ 2 ] |
| 1990       | 64.ª                 | Tallinn              | •                    | •                    | –                    | •                    | [ 1 ] [ 2 ] |
| 1991       | 65.ª                 | Tallinn              | •                    | •                    | –                    | –                    | [ 1 ] [ 2 ] |
| 1992       | 66.ª                 | Tallinn              | •                    | •                    | –                    | –                    | [ 1 ] [ 2 ] |
| 1993       | 67.ª                 | Tallinn              | •                    | •                    | –                    | •                    | [ 1 ] [ 2 ] |
| 1994       | 68.ª                 | Tallinn              | •                    | •                    | –                    | •                    | [ 1 ] [ 2 ] |
| 1995       | 69.ª                 | Tallinn              | •                    | •                    | –                    | •                    | [ 1 ] [ 2 ] |
| 1996       | 70.ª                 | Tallinn              | •                    | •                    | •                    | •                    | [ 1 ] [ 2 ] |
| 1997       | 71.ª                 | Tallinn              | •                    | •                    | •                    | •                    | [ 1 ] [ 2 ] |
| 1998       | 72.ª                 | Tallinn              | •                    | •                    | •                    | •                    | [ 1 ] [ 2 ] |
| 1999       | 73.ª                 | Tallinn              | •                    | •                    | •                    | •                    | [ 1 ] [ 2 ] |
| 2000       | 74.ª                 | Tallinn              | •                    | •                    | •                    | –                    | [ 1 ] [ 2 ] |
| 2001       | 75.ª                 | Tallinn              | •                    | •                    | •                    | •                    | [ 1 ] [ 2 ] |
| 2002       | 76.ª                 | Tallinn              | •                    | •                    | •                    | •                    | [ 1 ] [ 2 ] |
| 2003       | 77.ª                 | Tallinn              | •                    | •                    | •                    | •                    | [ 1 ] [ 2 ] |
| 2004       | 78.ª                 | Tallinn              | •                    | •                    | •                    | –                    | [ 1 ] [ 2 ] |
| 2005       | 79.ª                 | Tallinn              | –                    | •                    | •                    | –                    | [ 1 ] [ 2 ] |
| 2006       | 80.ª                 | Tallinn              | –                    | •                    | •                    | •                    | [ 1 ] [ 2 ] |
| 2007       | 81.ª                 | Tallinn              | –                    | •                    | •                    | •                    | [ 1 ] [ 2 ] |
| 2008       | 82.ª                 | Tartu                | •                    | •                    | •                    | –                    | [ 1 ] [ 2 ] |
| 2009       | 83.ª                 | Tartu                | •                    | •                    | •                    | •                    | [ 1 ] [ 2 ] |
| 2010       | 84.ª                 | Tallinn              | •                    | •                    | •                    | •                    | [ 1 ] [ 2 ] |
| 2011       | 85.ª                 | Narva                | •                    | •                    | –                    | •                    | [ 1 ] [ 2 ] |
| 2012       | 86.ª                 | Tallinn              | •                    | •                    | –                    | •                    | [ 1 ] [ 2 ] |
| 2013       | 87.ª                 | Tallinn              | •                    | •                    | –                    | •                    | [ 1 ] [ 2 ] |
| 2014       | 88.ª                 | Tallinn              | •                    | •                    | –                    | –                    | [ 1 ] [ 2 ] |
| 2015       | 89.ª                 | Tallinn              | •                    | •                    | –                    | •                    | [ 1 ] [ 2 ] |
| 2016       | 90.ª                 | Tallinn              | •                    | •                    | –                    | •                    | [ 1 ] [ 2 ] |
| 2017       | 91.ª                 | Tallinn              | •                    | •                    | –                    | •                    | [ 3 ]       |
| 2018       | 92.ª                 | Tallinn              | •                    | •                    | –                    | •                    | [ 4 ]       |

## Lista de medalhistas

### Individual masculino
| Evento                  | Ouro                                      | Prata                                     | Bronze                                    |
| Tallinn 1917 (detalhes) | Johannes Johanson                         | Eduard Kõppo                              | Aleksander Feldmann                       |
| Tallinn 1918 (detalhes) | Eduard Kõppo                              | nenhum outro competidor                   | nenhum outro competidor                   |
| 1919                    | Não houve competição                      | Não houve competição                      | Não houve competição                      |
| Tallinn 1920 (detalhes) | Aleksander Reeder                         | nenhum outro competidor                   | nenhum outro competidor                   |
| Tartu 1921 (detalhes)   | Aleksander Reeder                         | Arthur Tedder                             | I. Peres                                  |
| Tallinn 1922 (detalhes) | Aleksander Teder                          | Aleksander Reeder                         | Eduard Hiiop                              |
| Tallinn 1923 (detalhes) | Aleksander Teder                          | Feliks Grünreich                          | Eduard Hiiop                              |
| Tallinn 1924 (detalhes) | Aleksander Reeder                         | Aleksander Teder                          | Feliks Grünreich                          |
| 1925                    | Não houve competição                      | Não houve competição                      | Não houve competição                      |
| Tartu 1926 (detalhes)   | Aleksander Reeder                         | Alfred Hirv                               | Eduard Hiiop                              |
| Tallinn 1927 (detalhes) | Aleksander Reeder                         | Eduard Hiiop                              | Voldemar Tomassen                         |
| Tallinn 1928 (detalhes) | Feliks Grünreich                          | Eduard Hiiop                              | nenhum outro competidor                   |
| Tallinn 1929 (detalhes) | Alfred Hirv                               | Eduard Hiiop                              | nenhum outro competidor                   |
| Tartu 1930 (detalhes)   | Alfred Hirv                               | não houve medalhista de prata             | nenhum outro competidor                   |
| Tallinn 1931 (detalhes) | Alfred Hirv                               | Voldemar Leinbock                         | Voldemar Tomassen                         |
| Tallinn 1932 (detalhes) | Alfred Hirv                               | Voldemar Leinbock                         | nenhum outro competidor                   |
| Tallinn 1933 (detalhes) | Alfred Hirv                               | Eduard Hiiop                              | Voldemar Leinbock                         |
| Tallinn 1934 (detalhes) | Alfred Hirv                               | Aleksander Daniel                         | Eduard Hiiop                              |
| Tallinn 1935 (detalhes) | Alfred Hirv                               | Eduard Hiiop                              | Voldemar Tomassen                         |
| Tallinn 1936 (detalhes) | Voldemar Tomassen                         | nenhum outro competidor                   | nenhum outro competidor                   |
| Tartu 1937 (detalhes)   | Alfred Hirv                               | Valdur Toovere                            | Axel Auer                                 |
| Tallinn 1938 (detalhes) | Alfred Hirv                               | Axel Auer                                 | Valdur Toovere                            |
| 1939                    | Não houve competição                      | Não houve competição                      | Não houve competição                      |
| Tallinn 1940 (detalhes) | Alfred Hirv                               | Eugen Päsmel                              | Uno Zimmermann                            |
| 1941–1946               | Não houve competição                      | Não houve competição                      | Não houve competição                      |
| Tallinn 1947 (detalhes) | Robert Kärsin                             | Vassili Krõlov                            | Vladimir Radin                            |
| Tallinn 1948 (detalhes) | Robert Kärsin                             | nenhum outro competidor                   | nenhum outro competidor                   |
| Tallinn 1949 (detalhes) | Vladimir Radin                            | nenhum outro competidor                   | nenhum outro competidor                   |
| Tallinn 1950 (detalhes) | Robert Kärsin                             | nenhum outro competidor                   | nenhum outro competidor                   |
| Tallinn 1951 (detalhes) | Hillar Päsmel                             | nenhum outro competidor                   | nenhum outro competidor                   |
| Tallinn 1952 (detalhes) | Hillar Päsmel                             | nenhum outro competidor                   | nenhum outro competidor                   |
| Tallinn 1953 (detalhes) | Verner Oamer                              | nenhum outro competidor                   | nenhum outro competidor                   |
| 1954                    | Não houve competição                      | Não houve competição                      | Não houve competição                      |
| Tallinn 1955 (detalhes) | Verner Oamer                              | Enno Oinus                                | nenhum outro competidor                   |
| Tallinn 1956 (detalhes) | Enno Oinus                                | Boris Merilain                            | nenhum outro competidor                   |
| Tallinn 1957 (detalhes) | Verner Oamer                              | Boris Merilain                            | Enno Oinus                                |
| Tallinn 1958 (detalhes) | Verner Oamer                              | nenhum outro competidor                   | nenhum outro competidor                   |
| Tallinn 1959 (detalhes) | Ülo Sarapuu                               | Peeter Peterson                           | Rolf Pachel                               |
| Tallinn 1960 (detalhes) | Peeter Laur                               | Ülo Sarapuu                               | Peeter Peterson                           |
| Riga 1961 (detalhes)    | Peep Piibar                               | Peeter Laur                               | Rolf Pachel                               |
| Tallinn 1962 (detalhes) | Verner Oamer                              | Peep Piibar                               | Rolf Pachel                               |
| Tallinn 1963 (detalhes) | Ülo Sarapuu                               | Peeter Laur                               | Peep Piibar                               |
| Tallinn 1964 (detalhes) | Peep Piibar                               | Rolf Pachel                               | Jaak Gross                                |
| Tallinn 1965 (detalhes) | Juhan Gross                               | Jaak Gross                                | Liivo Rennik                              |
| Tallinn 1966 (detalhes) | Jaak Gross                                | Liivo Rennik                              | Juhan Gross                               |
| Tallinn 1967 (detalhes) | Liivo Rennik                              | Ardo Rennik                               | Juhan Gross                               |
| Tallinn 1968 (detalhes) | Liivo Rennik                              | Jaak Gross                                | Arvo Lõoke                                |
| Tallinn 1969 (detalhes) | Liivo Rennik                              | Arvo Lõoke                                | Jaak Gross                                |
| Tallinn 1970 (detalhes) | Georgi Starkov                            | Hannes Teder                              | Igor Butenko                              |
| Tallinn 1971 (detalhes) | Hannes Teder                              | Igor Butenko                              | Peeter Kulkov                             |
| Tallinn 1972 (detalhes) | Igor Butenko                              | Peeter Kulkov                             | M. Pappel                                 |
| Tallinn 1973 (detalhes) | Hannes Teder                              | Viktor Bujevets                           | Peeter Kulkov                             |
| Tallinn 1974 (detalhes) | Hannes Teder                              | Peeter Kulkov                             | Viktor Bujevets                           |
| Tallinn 1975 (detalhes) | Viktor Bujevets                           | Peeter Kulkov                             | nenhum outro competidor                   |
| Tallinn 1976 (detalhes) | Vladimir Taranuhha                        | nenhum outro competidor                   | nenhum outro competidor                   |
| Tallinn 1977 (detalhes) | Vladimir Taranuhha                        | nenhum outro competidor                   | nenhum outro competidor                   |
| Tallinn 1978 (detalhes) | Vladimir Taranuhha                        | Pavel Lissitsa                            | Aleksandr Denissenko                      |
| Tallinn 1979 (detalhes) | Pavel Lissitsa                            | Teet Ilves                                | Aleksandr Denissenko                      |
| Tallinn 1980 (detalhes) | Vladimir Taranuhha                        | Teet Ilves                                | nenhum outro competidor                   |
| Tallinn 1981 (detalhes) | Vladimir Taranuhha                        | Teet Ilves                                | nenhum outro competidor                   |
| Tallinn 1982 (detalhes) | Teet Ilves                                | Aleksandr Denissenko                      | Vladimir Taranuhha                        |
| Tallinn 1983 (detalhes) | Aleksandr Denissenko                      | nenhum outro competidor                   | nenhum outro competidor                   |
| Tallinn 1984 (detalhes) | Ruslan Kurganski                          | nenhum outro competidor                   | nenhum outro competidor                   |
| Tallinn 1985 (detalhes) | Suren Ashotajan                           | Toomas Künnapuu                           | Ruslan Kurganski                          |
| Tallinn 1986 (detalhes) | Suren Ashotajan                           | Toomas Künnapuu                           | Raimo Reinsalu                            |
| Tallinn 1987 (detalhes) | Toomas Künnapuu                           | nenhum outro competidor                   | nenhum outro competidor                   |
| Tallinn 1988 (detalhes) | Raimo Reinsalu                            | Margus Kulkov                             | N. Dmitrijev                              |
| Tallinn 1989 (detalhes) | Raimo Reinsalu                            | Margus Kulkov                             | Roman Martynenko                          |
| Tallinn 1990 (detalhes) | Roman Martynenko                          | Raimo Reinsalu                            | Aleksandr Frolov                          |
| Tallinn 1991 (detalhes) | Aleksei Kozlov                            | Roman Martynenko                          | Margus Kulkov                             |
| Tallinn 1992 (detalhes) | Roman Martynenko                          | Margus Hernits                            | nenhum outro competidor                   |
| Tallinn 1993 (detalhes) | Roman Martynenko                          | Margus Hernits                            | Raimo Reinsalu                            |
| Tallinn 1994 (detalhes) | Margus Hernits                            | Roman Martynenko                          | Alexei Kozlov                             |
| Tallinn 1995 (detalhes) | Margus Hernits                            | Roman Martynenko                          | Raimo Reinsalu                            |
| Tallinn 1996 (detalhes) | Margus Hernits                            | Roman Martynenko                          | Alexei Kozlov                             |
| Tallinn 1997 (detalhes) | Margus Hernits                            | Roman Martynenko                          | Alexei Kozlov                             |
| Tallinn 1998 (detalhes) | Margus Hernits                            | Alexei Kozlov                             | Roman Martynenko                          |
| Tallinn 1999 (detalhes) | Margus Hernits                            | Roman Martynenko                          | Alexei Kozlov                             |
| Tallinn 2000 (detalhes) | Margus Hernits                            | Alexei Kozlov                             | Roman Martynenko                          |
| Tallinn 2001 (detalhes) | Alexei Kozlov                             | Margus Hernits                            | Aleksei Saks                              |
| Tallinn 2002 (detalhes) | Margus Hernits                            | Konstantin Meneshov                       | nenhum outro competidor                   |
| Tallinn 2003 (detalhes) | Alexei Kozlov                             | Dmitri Antoni                             | nenhum outro competidor                   |
| Tallinn 2004 (detalhes) | Alexei Kozlov                             | Deniss Skrjabin                           | Aleksandr Kiudmaa                         |
| 2005–2007               | Não houve disputa do individual masculino | Não houve disputa do individual masculino | Não houve disputa do individual masculino |
| Tartu 2008 (detalhes)   | Viktor Romanenkov                         | nenhum outro competidor                   | nenhum outro competidor                   |
| Tartu 2009 (detalhes)   | Viktor Romanenkov                         | nenhum outro competidor                   | nenhum outro competidor                   |
| Tallinn 2010 (detalhes) | Viktor Romanenkov                         | nenhum outro competidor                   | nenhum outro competidor                   |
| Narva 2011 (detalhes)   | Viktor Romanenkov                         | nenhum outro competidor                   | nenhum outro competidor                   |
| Tallinn 2012 (detalhes) | Viktor Romanenkov                         | Samuel Koppel                             | nenhum outro competidor                   |
| Tallinn 2013 (detalhes) | Viktor Romanenkov                         | Samuel Koppel                             | Daniel Albert Naurits                     |
| Tallinn 2014 (detalhes) | Viktor Romanenkov                         | Samuel Koppel                             | nenhum outro competidor                   |
| Tallinn 2015 (detalhes) | Samuel Koppel                             | Daniil Zurav                              | Aleksandr Selevko                         |
| Tallinn 2016 (detalhes) | Daniil Zurav                              | Aleksandr Selevko                         | Jegor Zelenjak                            |
| Tallinn 2017 (detalhes) | Daniel-Albert Naurits                     | Daniil Zurav                              | Samuel Koppel                             |
| Tallinn 2018 (detalhes) | Daniel-Albert Naurits                     | Samuel Koppel                             | nenhum outro competidor                   |

### Individual feminino
| Evento                  | Ouro                                     | Prata                                    | Bronze                                   |
| Tallinn 1917 (detalhes) | Hilda Laane                              | Kauschin                                 | Elisabet Laane                           |
| 1918                    | Não houve disputa do individual feminino | Não houve disputa do individual feminino | Não houve disputa do individual feminino |
| 1919                    | Não houve competição                     | Não houve competição                     | Não houve competição                     |
| Tartu 1920 (detalhes)   | Tatjana Voitjankovskaja                  | nenhuma outra competidora                | nenhuma outra competidora                |
| Tartu 1921 (detalhes)   | Tatjana Janson                           | Elvine Stamm                             | Ellen Frey                               |
| Tallinn 1922 (detalhes) | Hilda Laane                              | Elvine Stamm                             | Ellen Frey                               |
| Tallinn 1923 (detalhes) | Hilda Laane-Leonova                      | Elvine Stamm                             | Märk                                     |
| Tallinn 1924 (detalhes) | Hilda Leonova                            | nenhuma outra competidora                | nenhuma outra competidora                |
| 1925                    | Não houve competição                     | Não houve competição                     | Não houve competição                     |
| Tartu 1926 (detalhes)   | Ellen Frey                               | Hilja Martna                             | Elvine Stamm                             |
| Tallinn 1927 (detalhes) | Ellen Frey                               | Hilda Leonova                            | nenhuma outra competidora                |
| Tallinn 1928 (detalhes) | Helmi Kaarik                             | Gerda Bresinsky                          | nenhuma outra competidora                |
| Tallinn 1929 (detalhes) | Ottilie Markus                           | Alice Günther                            | nenhuma outra competidora                |
| Tartu 1930 (detalhes)   | Vaike Kaljuvee                           | Ottilie Markus                           | nenhuma outra competidora                |
| Tallinn 1931 (detalhes) | Vaike Kaljuvee                           | Margarethe Precht                        | Adele Sallo                              |
| Tallinn 1932 (detalhes) | Vaike Kaljuvee                           | nenhuma outra competidora                | nenhuma outra competidora                |
| Tallinn 1933 (detalhes) | Vaike Kaljuvee                           | Adele Sallo                              | nenhuma outra competidora                |
| Tallinn 1934 (detalhes) | Vaike Kaljuvee                           | Adele Sallo                              | nenhuma outra competidora                |
| Tallinn 1935 (detalhes) | Adele Sallo                              | Ottilie Markus                           | nenhuma outra competidora                |
| Tallinn 1936 (detalhes) | Vaike Kaljuvee                           | Adele Toom                               | nenhuma outra competidora                |
| Tartu 1937 (detalhes)   | Vaike Kaljuvee                           | nenhuma outra competidora                | nenhuma outra competidora                |
| Tallinn 1938 (detalhes) | Vaike Kaljuvee                           | Lia Villemson                            | Grace Saksen                             |
| 1939                    | Não houve competição                     | Não houve competição                     | Não houve competição                     |
| Tallinn 1940 (detalhes) | Vaike Kaljuvee                           | Grace Saksen                             | Lia Villemson                            |
| 1941–1946               | Não houve competição                     | Não houve competição                     | Não houve competição                     |
| Tallinn 1947 (detalhes) | Vaike Paduri-Kaljuvee                    | Dagmar Randma                            | Tatjana Semuhhina                        |
| Tallinn 1948 (detalhes) | Vaike Paduri                             | nenhuma outra competidora                | nenhuma outra competidora                |
| Tallinn 1949 (detalhes) | Doris Liiva                              | nenhuma outra competidora                | nenhuma outra competidora                |
| Tallinn 1950 (detalhes) | Vaike Paduri                             | nenhuma outra competidora                | nenhuma outra competidora                |
| Tallinn 1951 (detalhes) | Vaike Paduri                             | nenhuma outra competidora                | nenhuma outra competidora                |
| Tallinn 1952 (detalhes) | Vaike Paduri                             | nenhuma outra competidora                | nenhuma outra competidora                |
| Tallinn 1953 (detalhes) | Maia Temmin                              | Küllike Vee                              | Silvi Kütt                               |
| 1954                    | Não houve competição                     | Não houve competição                     | Não houve competição                     |
| Tallinn 1955 (detalhes) | Küllike Vee                              | Mall Allmann                             | Aida Madar                               |
| Tallinn 1956 (detalhes) | Mall Allmann                             | Küllike Vee                              | Aida Madar                               |
| Tallinn 1957 (detalhes) | Mall Allmann                             | Küllike Vee                              | nenhuma outra competidora                |
| Tallinn 1958 (detalhes) | Anne Ritslaid                            | Reet Piibar                              | Mall Allmann                             |
| Tallinn 1959 (detalhes) | Anne Ritslaid                            | Reet Piibar                              | Tiiu Tamm                                |
| Tallinn 1960 (detalhes) | Anne Ritslaid                            | Reet Piibar                              | Tiiu Tamm                                |
| Riga 1961 (detalhes)    | Reet Piibar                              | Tiiu Tamm                                | Anne Ritslaid                            |
| Tallinn 1962 (detalhes) | Reet Piibar                              | Tiiu Tamm                                | Anne Ritslaid                            |
| Tallinn 1963 (detalhes) | Tiiu Tomson                              | Eve Rausberg                             | Svetlana Zahharova                       |
| Tallinn 1964 (detalhes) | Tiiu Tomson                              | Madli Krispin                            | nenhuma outra competidora                |
| Tallinn 1965 (detalhes) | Tiiu Tomson                              | Madli Krispin                            | Ene Aurik                                |
| Tallinn 1966 (detalhes) | Madli Krispin                            | Tiiu Tomson                              | Maaja Metsküll                           |
| Tallinn 1967 (detalhes) | Madli Krispin                            | Maaja Metsküll                           | Eha Elvest                               |
| Tallinn 1968 (detalhes) | Pille Hagel                              | Maaja Metsküll                           | Eha Elvest                               |
| Tallinn 1969 (detalhes) | Pille Hagel                              | Maaja Metsküll                           | Eha Elvest                               |
| Tallinn 1970 (detalhes) | Pille Hagel                              | Eha Elvest                               | Julia Venjovtseva                        |
| Tallinn 1971 (detalhes) | Pille Hagel                              | Galina Tairova                           | Maaja Metsküll                           |
| Tallinn 1972 (detalhes) | Pille Hagel                              | Larissa Kortshanova                      | Julia Venjovtseva                        |
| Tallinn 1973 (detalhes) | Pille Hagel                              | Olga Volozhinskaya                       | Larissa Kortshanova                      |
| Tallinn 1974 (detalhes) | Olga Volozhinskaya                       | Larissa Kortshanova                      | Jelena Jevdossenko                       |
| Tallinn 1975 (detalhes) | Olga Volozhinskaya                       | Larissa Kortshanova                      | Viktoria Leontjeva                       |
| Tallinn 1976 (detalhes) | Olga Volozhinskaya                       | Svetlana Savitskaja                      | Viktoria Leontjeva                       |
| Tallinn 1977 (detalhes) | Svetlana Savitskaja                      | Zhanna Senina                            | Anu Lüke                                 |
| Tallinn 1978 (detalhes) | Inna Marudenko                           | Svetlana Sharova                         | Signe Feklistova                         |
| Tallinn 1979 (detalhes) | Inna Marudenko                           | Zhanetta Tshubenko                       | Signe Feklistova                         |
| Tallinn 1980 (detalhes) | Inna Marudenko                           | Zhanetta Tshubenko                       | Signe Feklistova                         |
| Tallinn 1981 (detalhes) | Zhanetta Tshubenko                       | Signe Feklistova                         | Marina Voronko                           |
| Tallinn 1982 (detalhes) | Zhanetta Tshubenko                       | Irina Vassiljeva                         | Marina Voronko                           |
| Tallinn 1983 (detalhes) | Zhanetta Tshubenko                       | Kristel Freivald                         | Regina Mihhailova                        |
| Tallinn 1984 (detalhes) | Kristel Freivald                         | Regina Mihhailova                        | nenhuma outra competidora                |
| Tallinn 1985 (detalhes) | Kristel Freivald                         | Heli Shtarkov                            | Sylvi Keerde                             |
| Tallinn 1986 (detalhes) | Zhanetta Tshubenko                       | Kristel Ojasaar                          | Marika Gribanova                         |
| Tallinn 1987 (detalhes) | Oksana Hutornaja                         | Heli Shtarkov                            | Sylvi Keerde                             |
| Tallinn 1988 (detalhes) | Oksana Hutornaja                         | Heli Shtarkov                            | Nadezhda Kiridi                          |
| Tallinn 1989 (detalhes) | Oksana Hutornaja                         | Svetlana Kulitshenko                     | Nadezhda Kiridi                          |
| Tallinn 1990 (detalhes) | Oksana Hutornaja                         | Marika Gribanova                         | Olga Vassiljeva                          |
| Tallinn 1991 (detalhes) | Olga Vassiljeva                          | Oksana Hutornaja                         | Svetlana Kulitshenko                     |
| Tallinn 1992 (detalhes) | Oksana Hutornaja                         | Tatjana Fedotova                         | Anna Nekrassova                          |
| Tallinn 1993 (detalhes) | Olga Vassiljeva                          | nenhuma outra competidora                | nenhuma outra competidora                |
| Tallinn 1994 (detalhes) | Olga Vassiljeva                          | Jekaterina Golovatenko                   | Liina-Grete Lilender                     |
| Tallinn 1995 (detalhes) | Jekaterina Golovatenko                   | Liina-Grete Lilender                     | Olga Vassiljeva                          |
| Tallinn 1996 (detalhes) | Olga Vassiljeva                          | Liina-Grete Lilender                     | Jekaterina Golovatenko                   |
| Tallinn 1997 (detalhes) | Liina-Grete Lilender                     | Jekaterina Golovatenko                   | Olga Vassiljeva                          |
| Tallinn 1998 (detalhes) | Olga Vassiljeva                          | Jekaterina Golovatenko                   | Liina-Grete Lilender                     |
| Tallinn 1999 (detalhes) | Olga Vassiljeva                          | Jekaterina Golovatenko                   | Liina-Grete Lilender                     |
| Tallinn 2000 (detalhes) | Olga Vassiljeva                          | Jekaterina Golovatenko                   | Liina-Grete Lilender                     |
| Tallinn 2001 (detalhes) | Olga Vassiljeva                          | Jekaterina Golovatenko                   | Liina-Grete Lilender                     |
| Tallinn 2002 (detalhes) | Olga Vassiljeva                          | Liina-Grete Lilender                     | Maria Levitan                            |
| Tallinn 2003 (detalhes) | Olga Vassiljeva                          | Liina-Grete Lilender                     | Jelena Abolina                           |
| Tallinn 2004 (detalhes) | Jelena Glebova                           | Olga Vassiljeva                          | Liina-Grete Lilender                     |
| Tallinn 2005 (detalhes) | Jelena Glebova                           | Sanna Remes                              | Jelena Muhhina                           |
| Tallinn 2006 (detalhes) | Jelena Muhhina                           | Jelena Glebova                           | Olga Ikonnikova                          |
| Tallinn 2007 (detalhes) | Jelena Glebova                           | Svetlana Issakova                        | Jelena Muhhina                           |
| Tartu 2008 (detalhes)   | Svetlana Issakova                        | Johanna Allik                            | Olga Ikonnikova                          |
| Tartu 2009 (detalhes)   | Jelena Glebova                           | Jasmine Alexandra Costa                  | Johanna Allik                            |
| Tallinn 2010 (detalhes) | Jelena Glebova                           | Johanna Allik                            | Svetlana Issakova                        |
| Narva 2011 (detalhes)   | Gerli Liinamäe                           | Svetlana Issakova                        | Jelena Glebova                           |
| Tallinn 2012 (detalhes) | Jelena Glebova                           | Gerli Liinamäe                           | Svetlana Issakova                        |
| Tallinn 2013 (detalhes) | Jelena Glebova                           | Svetlana Issakova                        | Helery Hälvin                            |
| Tallinn 2014 (detalhes) | Helery Hälvin                            | Gerli Liinamäe                           | Eike Langerbaur                          |
| Tallinn 2015 (detalhes) | Gerli Liinamäe                           | Helery Hälvin                            | Diana Reinsalu                           |
| Tallinn 2016 (detalhes) | Helery Hälvin                            | Elizaveta Leonova                        | Kristina Skuleta-Gromova                 |
| Tallinn 2017 (detalhes) | Helery Hälvin                            | Gerli Liinamäe                           | Annely Vahi                              |
| Tallinn 2018 (detalhes) | Gerli Liinamäe                           | Kristina Škuleta-Gromova                 | Eva Lotta Kiibus                         |

### Duplas
| Evento                  | Ouro                                    | Prata                             | Bronze                      |
| Tallinn 1917 (detalhes) | Hilda Laane Johannes Johanson           | ?                                 | ?                           |
| 1918                    | Não houve disputa de duplas             | Não houve disputa de duplas       | Não houve disputa de duplas |
| 1919                    | Não houve competição                    | Não houve competição              | Não houve competição        |
| Tallinn 1920 (detalhes) | Tatjana Voitjankovskaja I.Peres         | nenhum outro competidor           | nenhum outro competidor     |
| Tartu 1921 (detalhes)   | Janson I.Peres                          | nenhum outro competidor           | nenhum outro competidor     |
| Tallinn 1922 (detalhes) | Ellen Frey Aleksander Reeder            | Stamm Aleksander Teder            | Hilda Laane Eduard Hiiop    |
| Tallinn 1923 (detalhes) | Hilda Laane-Leonova Eduard Hiiop        | Stamm Aleksander Teder            | Märk Feliks Grünreich       |
| Tallinn 1924 (detalhes) | Hilda Leonova Eduard Hiiop              | nenhum outro competidor           | nenhum outro competidor     |
| 1925                    | Não houve competição                    | Não houve competição              | Não houve competição        |
| Tartu 1926 (detalhes)   | Ellen Frey Aleksander Reeder            | Hilda Leonova Eduard Hiiop        | nenhum outro competidor     |
| Tallinn 1927 (detalhes) | Ellen Frey Aleksander Reeder            | Hilda Leonova Eduard Hiiop        | Mõtus Voldemar Tomassen     |
| Tallinn 1928 (detalhes) | Helmi Kaarik Eduard Hiiop               | Helene Michelson Feliks Grünreich | nenhum outro competidor     |
| Tallinn 1929 (detalhes) | Helene Michelson Eduard Hiiop           | Günther Aleksander Teder          | nenhum outro competidor     |
| Tartu 1930 (detalhes)   | Helene Michelson Eduard Hiiop           | nenhum outro competidor           | nenhum outro competidor     |
| Tallinn 1931 (detalhes) | Helene Michelson Eduard Hiiop           | L.Kihlevelt Feliks Grünreich      | nenhum outro competidor     |
| Tallinn 1932 (detalhes) | Vaike Paduri Alfred Hirv                | Helene Michelson Eduard Hiiop     | nenhum outro competidor     |
| Tallinn 1933 (detalhes) | Helene Michelson Eduard Hiiop           | nenhum outro competidor           | nenhum outro competidor     |
| Tallinn 1934 (detalhes) | Helene Michelson Eduard Hiiop           | nenhum outro competidor           | nenhum outro competidor     |
| Tallinn 1935 (detalhes) | Helene Michelson Eduard Hiiop           | Ottilie Markus Alfred Hirv        | nenhum outro competidor     |
| Tallinn 1936 (detalhes) | Helene Michelson Eduard Hiiop           | nenhum outro competidor           | nenhum outro competidor     |
| Tartu 1937 (detalhes)   | Vaike Kaljuvee Robert Kärsin            | nenhum outro competidor           | nenhum outro competidor     |
| Tallinn 1938 (detalhes) | Vaike Kaljuvee Alfred Hirv              | Grace Saksen Robert Kärsin        | E.Uuetoa Eugen Päsmel       |
| 1939                    | Não houve competição                    | Não houve competição              | Não houve competição        |
| Tallinn 1940 (detalhes) | Vaike Kaljuvee Alfred Hirv              | Grace Saksen Robert Kärsin        | nenhum outro competidor     |
| 1941–1946               | Não houve competição                    | Não houve competição              | Não houve competição        |
| Tallinn 1947 (detalhes) | Tatjana Semuhhina Vassili Krõlov        | Vaike Paduri Vladimir Radin       | nenhum outro competidor     |
| Tallinn 1948 (detalhes) | Vaike Paduri Vladimir Radin             | nenhum outro competidor           | nenhum outro competidor     |
| Tallinn 1949 (detalhes) | Milvi Urm Hillar Päsmel                 | nenhum outro competidor           | nenhum outro competidor     |
| Tallinn 1950 (detalhes) | Milvi Urm Olimar Kangur                 | nenhum outro competidor           | nenhum outro competidor     |
| Tallinn 1951 (detalhes) | Milvi Urm Olimar Kangur                 | nenhum outro competidor           | nenhum outro competidor     |
| Tallinn 1952 (detalhes) | Tatjana Krõlova Boris Merilain          | nenhum outro competidor           | nenhum outro competidor     |
| Tallinn 1953 (detalhes) | Ivi Metsakivi Leili Muska               | Mall Allmann Tiiu Haamre          | nenhum outro competidor     |
| 1954                    | Não houve competição                    | Não houve competição              | Não houve competição        |
| Tallinn 1955 (detalhes) | Ly Piir Raul Merilain                   | nenhum outro competidor           | nenhum outro competidor     |
| Tallinn 1956 (detalhes) | Aida Madar Enno Oinus                   | Ly Piir Boris Merilain            | nenhum outro competidor     |
| Tallinn 1957 (detalhes) | Küllike Vee Boris Merilain              | Aida Madar Enno Oinus             | nenhum outro competidor     |
| 1958                    | Não houve disputa de duplas             | Não houve disputa de duplas       | Não houve disputa de duplas |
| Tallinn 1959 (detalhes) | Küllike Vee Enn Veinpere                | Aida Kivi Enno Oinus              | Reet Piibar Rolf Pachel     |
| Tallinn 1960 (detalhes) | Küllike Vee Enn Veinpere                | Aida Kivi Enno Oinus              | nenhum outro competidor     |
| Riga 1961 (detalhes)    | Küllike Vee Ülo Sarapuu                 | nenhum outro competidor           | nenhum outro competidor     |
| Tallinn 1962 (detalhes) | Küllike Vee Ülo Sarapuu                 | Madli Krispin Hagi Shein          | nenhum outro competidor     |
| Tallinn 1963 (detalhes) | Küllike Vee Ülo Sarapuu                 | Svetlana Zahharova Ardo Rennik    | Anne Piir Heinar Randrüüt   |
| Tallinn 1964 (detalhes) | Svetlana Zahharova Ardo Rennik          | nenhum outro competidor           | nenhum outro competidor     |
| Tallinn 1965 (detalhes) | Eha Elvest Juhan Gross                  | nenhum outro competidor           | nenhum outro competidor     |
| Tallinn 1966 (detalhes) | Eha Elvest Juhan Gross                  | Madli Krispin Jaak Gross          | Sirje Tasamaa Liivo Rennik  |
| Tallinn 1967 (detalhes) | Eha Elvest Juhan Gross                  | Tiina Gross Jaak Gross            | nenhum outro competidor     |
| Tallinn 1968 (detalhes) | Tiina Gross Jaak Gross                  | Külliki Pall Väino Tartes         | Eha Elvest Pavel Polonski   |
| Tallinn 1969 (detalhes) | Tiina Gross Jaak Gross                  | Külliki Pall Liivo Rennik         | Eha Elvest Pavel Polonski   |
| Tallinn 1970 (detalhes) | Tiina Gross Jaak Gross                  | nenhum outro competidor           | nenhum outro competidor     |
| Tallinn 1971 (detalhes) | Tiina Gross Jaak Gross                  | I.Laats Rainer Gornoi             | Ülle Ehrlich Andres Ratnik  |
| 1972                    | Não houve disputa de duplas             | Não houve disputa de duplas       | Não houve disputa de duplas |
| Tallinn 1973 (detalhes) | Tatjana Panfiljonok Gennadi Dubrovenski | nenhum outro competidor           | nenhum outro competidor     |
| 1974–1979               | Não houve disputa de duplas             | Não houve disputa de duplas       | Não houve disputa de duplas |
| Tallinn 1980 (detalhes) | Irina Patalahha Vladimir Taranuhha      | Marje Pajulaid Teet Ilves         | nenhum outro competidor     |
| Tallinn 1981 (detalhes) | Irina Patalahha Vladimir Taranuhha      | nenhum outro competidor           | nenhum outro competidor     |
| 1982                    | Não houve disputa de duplas             | Não houve disputa de duplas       | Não houve disputa de duplas |
| Tallinn 1983 (detalhes) | Kristina Brock Toomas Künnapuu          | nenhum outro competidor           | nenhum outro competidor     |
| 1984–1995               | Não houve disputa de duplas             | Não houve disputa de duplas       | Não houve disputa de duplas |
| Tallinn 1996 (detalhes) | Jekaterina Nekrassova Valdis Mintals    | nenhum outro competidor           | nenhum outro competidor     |
| Tallinn 1997 (detalhes) | Jekaterina Nekrassova Valdis Mintals    | nenhum outro competidor           | nenhum outro competidor     |
| Tallinn 1998 (detalhes) | Título vago                             | nenhum outro competidor           | nenhum outro competidor     |
| Tallinn 1999 (detalhes) | Viktoria Shklover Valdis Mintals        | nenhum outro competidor           | nenhum outro competidor     |
| Tallinn 2000 (detalhes) | Viktoria Shklover Valdis Mintals        | nenhum outro competidor           | nenhum outro competidor     |
| Tallinn 2001 (detalhes) | Viktoria Shklover Valdis Mintals        | nenhum outro competidor           | nenhum outro competidor     |
| Tallinn 2002 (detalhes) | Viktoria Shklover Valdis Mintals        | Diana Rennik Aleksei Saks         | nenhum outro competidor     |
| Tallinn 2003 (detalhes) | Diana Rennik Aleksei Saks               | nenhum outro competidor           | nenhum outro competidor     |
| Tallinn 2004 (detalhes) | Diana Rennik Aleksei Saks               | nenhum outro competidor           | nenhum outro competidor     |
| Tallinn 2005 (detalhes) | Diana Rennik Aleksei Saks               | nenhum outro competidor           | nenhum outro competidor     |
| Tallinn 2006 (detalhes) | Diana Rennik Aleksei Saks               | nenhum outro competidor           | nenhum outro competidor     |
| Tallinn 2007 (detalhes) | Maria Sergejeva Ilja Glebov             | Diana Rennik Aleksei Saks         | nenhum outro competidor     |
| Tartu 2008 (detalhes)   | Maria Sergejeva Ilja Glebov             | nenhum outro competidor           | nenhum outro competidor     |
| Tartu 2009 (detalhes)   | Maria Sergejeva Ilja Glebov             | nenhum outro competidor           | nenhum outro competidor     |
| Tallinn 2010 (detalhes) | Natalja Zabijako Sergei Muhhin          | nenhum outro competidor           | nenhum outro competidor     |
| 2011–2018               | Não houve disputa de duplas             | Não houve disputa de duplas       | Não houve disputa de duplas |

### Dança no gelo
| Evento                  | Ouro                                           | Prata                                 | Bronze                              |                         |
| Tallinn 1948 (detalhes) | Vaike Paduri Robert Kärsin                     | Silvia Vannas Vladimir Radin          | nenhum outro competidor             |                         |
| 1941–1946               | Não houve disputa de dança no gelo             | Não houve disputa de dança no gelo    | Não houve disputa de dança no gelo  |                         |
| Tallinn 1950 (detalhes) | Vaike Paduri Robert Kärsin                     | nenhum outro competidor               | nenhum outro competidor             |                         |
| Tallinn 1951 (detalhes) | Ly Rooba Elmar Jääger                          | Benita Parri Ants Kivilo              | nenhum outro competidor             | nenhum outro competidor |
| Tallinn 1952 (detalhes) | Maia Temmin Rein Märtsoo                       | Küllike Vee Jüri Teras                | Aida Madar T. Vee                   |                         |
| Tallinn 1953 (detalhes) | Vaike Paduri Vladimir Radin                    | nenhum outro competidor               | nenhum outro competidor             |                         |
| 1954                    | Não houve competição                           | Não houve competição                  | Não houve competição                |                         |
| Tallinn 1955 (detalhes) | Ly Piir Aida Madar                             | nenhum outro competidor               | nenhum outro competidor             |                         |
| Tallinn 1956 (detalhes) | Anne Ronk Küllike Vee                          | ?                                     | Ly Piir ?                           |                         |
| Tallinn 1957 (detalhes) | Küllike Vee ?                                  | Anne Ronk ?                           | Reet Piibar ?                       |                         |
| 1958                    | Não houve disputa de dança no gelo             | Não houve disputa de dança no gelo    | Não houve disputa de dança no gelo  |                         |
| Tallinn 1959 (detalhes) | Aida Kivi Enno Oinus                           | nenhum outro competidor               | nenhum outro competidor             |                         |
| 1960                    | Não houve disputa de dança no gelo             | Não houve disputa de dança no gelo    | Não houve disputa de dança no gelo  |                         |
| Riga 1961 (detalhes)    | Helle Merisalu ?                               | nenhum outro competidor               | nenhum outro competidor             |                         |
| 1962                    | Não houve disputa de dança no gelo             | Não houve disputa de dança no gelo    | Não houve disputa de dança no gelo  |                         |
| Tallinn 1963 (detalhes) | Anne Ronk Peeter Laur                          | nenhum outro competidor               | nenhum outro competidor             |                         |
| Tallinn 1964 (detalhes) | Natalia Faidenko Aleksander Rebrikov           | nenhum outro competidor               | nenhum outro competidor             |                         |
| Tallinn 1965 (detalhes) | Anne Sharashkin Peeter Laur                    | nenhum outro competidor               | nenhum outro competidor             |                         |
| Tallinn 1966 (detalhes) | Anne Sharashkin Peeter Laur                    | Helle Merisalu Sven Liivrand          | Natalja Faidenko Valentin Kosteljov |                         |
| Tallinn 1967 (detalhes) | Anne Sharashkin Peeter Laur                    | Helle Merisalu Harry Shein            | Pille Hagel Arvo Lõoke              |                         |
| Tallinn 1968 (detalhes) | Anne Sharashkin Peeter Laur                    | Tiina Kongas Harry Shein              | Natalja Faidenko Sven Liivrand      |                         |
| Tallinn 1969 (detalhes) | Anne Sharashkin Peeter Laur                    | Tiina Kongas Harry Shein              | Natalja Faidenko Sven Liivrand      |                         |
| Tallinn 1970 (detalhes) | Tiina Kongas Natalia Tokareva Nikolai Salnikov | Anne Naissoo Toomas Rang              | ?                                   |                         |
| Tallinn 1971 (detalhes) | Natalia Tokareva Nikolai Salnikov              | Anne Naissoo Toomas Rang              | Ilona Võidula Tiit Peedu            |                         |
| Tallinn 1972 (detalhes) | Natalia Tokareva Nikolai Salnikov              | Anne Naissoo Toomas Rang              | nenhum outro competidor             |                         |
| Tallinn 1973 (detalhes) | Natalia Tokareva Nikolai Salnikov              | Tamara Prokopjuk I.Jelizarov          | nenhum outro competidor             |                         |
| Tallinn 1974 (detalhes) | Natalia Tokareva Nikolai Salnikov              | Anne Naissoo Toomas Rang              | Marina Birova Rainer Gornoi         |                         |
| Tallinn 1975 (detalhes) | Tamara Prokopjuk Nikolai Salnikov              | Marina Birova Rainer Gornoi           | nenhum outro competidor             |                         |
| Tallinn 1976 (detalhes) | Tamara Prokopjuk Nikolai Salnikov              | Natalia Tokareva Toomas Rang          | Marina Birova Rainer Gornoi         |                         |
| Tallinn 1977 (detalhes) | Tamara Prokopjuk Nikolai Salnikov              | nenhum outro competidor               | nenhum outro competidor             |                         |
| Tallinn 1978 (detalhes) | Tamara Prokopjuk Nikolai Salnikov              | Lea Rohlin Leonid Nikolajev           | nenhum outro competidor             |                         |
| Tallinn 1979 (detalhes) | Valeria Trifonova Andrei Malofejev             | Lea Rohlin Viljar Orub                | nenhum outro competidor             |                         |
| Tallinn 1980 (detalhes) | Valeria Trifonova Andrei Malofejev             | Lea Rohlin Viljar Orub                | nenhum outro competidor             |                         |
| Tallinn 1981 (detalhes) | Valeria Trifonova Andrei Malofejev             | nenhum outro competidor               | nenhum outro competidor             |                         |
| Tallinn 1982 (detalhes) | Valeria Trifonova Andrei Malofejev             | Lea Rohlin Viljar Orub                | nenhum outro competidor             |                         |
| Tallinn 1983 (detalhes) | Angela Berkov Sergei Solovjov                  | nenhum outro competidor               | nenhum outro competidor             |                         |
| Tallinn 1984 (detalhes) | Rena Paulus Vahur Fuks                         | Angela Berkov Sergei Solovjov         | Julia Semjonova A.Jarovoi           |                         |
| Tallinn 1985 (detalhes) | Rena Paulus Vahur Fuks                         | Angela Berkov Sergei Solovjov         | Julia Semjonova A.Jarovoi           |                         |
| Tallinn 1986 (detalhes) | Kristina Ljashtshenko Vahur Fuks               | Julia Semjonova Ruslan Kurganski      | nenhum outro competidor             |                         |
| Tallinn 1987 (detalhes) | Julia Semjonova Ruslan Kurganski               | Sofia Varkki Vahur Fuks               | nenhum outro competidor             |                         |
| Tallinn 1988 (detalhes) | Julia Semjonova Ruslan Kurganski               | nenhum outro competidor               | nenhum outro competidor             |                         |
| Tallinn 1989 (detalhes) | Larissa Uvarova Denis Tishtshenko              | nenhum outro competidor               | nenhum outro competidor             |                         |
| Tallinn 1990 (detalhes) | Larissa Uvarova Ruslan Kurganski               | nenhum outro competidor               | nenhum outro competidor             |                         |
| 1991–1992               | Não houve disputa de dança no gelo             | Não houve disputa de dança no gelo    | Não houve disputa de dança no gelo  |                         |
| Tallinn 1993 (detalhes) | Anna Mosenkova Dmitri Kurakin                  | nenhum outro competidor               | nenhum outro competidor             |                         |
| Tallinn 1994 (detalhes) | Anna Mosenkova Dmitri Kurakin                  | nenhum outro competidor               | nenhum outro competidor             |                         |
| Tallinn 1995 (detalhes) | Anna Mosenkova Dmitri Kurakin                  | nenhum outro competidor               | nenhum outro competidor             |                         |
| Tallinn 1996 (detalhes) | Anna Mosenkova Dmitri Kurakin                  | Kristina Kalesnik Aleksandr Terentjev | nenhum outro competidor             |                         |
| Tallinn 1997 (detalhes) | Kristina Kalesnik Aleksandr Terentjev          | Anna Mosenkova Dmitri Kurakin         | Marina Timofeieva Evgeni Striganov  |                         |
| Tallinn 1998 (detalhes) | Kristina Kalesnik Aleksandr Terentjev          | Marina Timofeieva Evgeni Striganov    | nenhum outro competidor             |                         |
| Tallinn 1999 (detalhes) | Kristina Kalesnik Aleksandr Terentjev          | Anna Mosenkova Dmitri Kurakin         | nenhum outro competidor             |                         |
| 2000                    | Não houve disputa de dança no gelo             | Não houve disputa de dança no gelo    | Não houve disputa de dança no gelo  |                         |
| Tallinn 2001 (detalhes) | Anna Mosenkova Sergei Sychyov                  | nenhum outro competidor               |                                     |                         |
| Tallinn 2002 (detalhes) | Anna Mosenkova Sergei Sychyov                  | nenhum outro competidor               | nenhum outro competidor             |                         |
| Tallinn 2003 (detalhes) | Marina Timofeieva Evgeni Striganov             | nenhum outro competidor               | nenhum outro competidor             |                         |
| 2004–2005               | Não houve disputa de dança no gelo             | Não houve disputa de dança no gelo    | Não houve disputa de dança no gelo  |                         |
| Tallinn 2006 (detalhes) | Aleksandra Baurina Ilja Koreshev               | nenhum outro competidor               | nenhum outro competidor             |                         |
| Tallinn 2007 (detalhes) | Grete Grünberg Kristjan Rand                   | nenhum outro competidor               | nenhum outro competidor             |                         |
| 2008                    | Não houve disputa de dança no gelo             | Não houve disputa de dança no gelo    | Não houve disputa de dança no gelo  |                         |
| Tartu 2009 (detalhes)   | Kristina Kiudmaa Aleksei Trohlev               | nenhum outro competidor               | nenhum outro competidor             |                         |
| Tallinn 2010 (detalhes) | Irina Shtork Taavi Rand                        | nenhum outro competidor               | nenhum outro competidor             |                         |
| Narva 2011 (detalhes)   | Irina Shtork Taavi Rand                        | nenhum outro competidor               | nenhum outro competidor             |                         |
| Tallinn 2012 (detalhes) | Irina Shtork Taavi Rand                        | Hanna Maria Tammo Geido Kapp          | nenhum outro competidor             |                         |
| Tallinn 2013 (detalhes) | Irina Shtork Taavi Rand                        | nenhum outro competidor               | nenhum outro competidor             |                         |
| 2014                    | Não houve disputa de dança no gelo             | Não houve disputa de dança no gelo    | Não houve disputa de dança no gelo  |                         |
| Tallinn 2015 (detalhes) | Irina Shtork Taavi Rand                        | nenhum outro competidor               | nenhum outro competidor             |                         |
| Tallinn 2016 (detalhes) | Marina Elias Denis Koreline                    | nenhum outro competidor               | nenhum outro competidor             |                         |
| Tallinn 2017 (detalhes) | Katerina Bunina German Frolov                  | Marina Elias Geido Kapp               | nenhum outro competidor             |                         |
| Tallinn 2018 (detalhes) | Viktoria Semenjuk Artur Gruzdev                | Katerina Bunina German Frolov         | nenhum outro competidor             |                         |